# Alvar Zacke
Sven Alvar Zacke, född 13 januari 1904 i Uppsala, död 30 januari 1977 i Råsunda i Solna kommun, var en svensk pilot, författare och journalist. 
Zacke skrev tillsammans med Hasse Ekman manus till två filmer, Första divisionen 1941 och Örlogsmän 1943. Zacke arbetade även som översättare, främst av ungdomsböcker.

## Översättningar (urval)
- László Németh: Som stenen faller 1968
- Ulf Uller: Hököga 1953
- Ulf Uller: Hököga och postöverfallet 1950
- Ulf Uller: Hököga och Svarta Mockasinen 1949
- W. E. Johns: Biggles flyger västerut 1947
- George Marsh: Kapare 1946
- W. E. Johns: Biggles flyger norrut 1945
- W. E. Johns: Biggles i oasen
- John Steinbeck: Loggbok från Cortez hav 1959